# Tiro ai Giochi della IV Olimpiade - Carabina piccola bersaglio mobile
La competizione della carabina piccola bersaglio mobile  di Tiro ai Giochi della IV Olimpiade si tenne il 11 luglio 1908 al Bisley Rifle Range nella contea di Surrey.

## Risultati
Bersaglio in movimento a 25 metri.
| Pos.    | Atleta                | Nazione     | Punti |
| ------- | --------------------- | ----------- | ----- |
| Oro     | John Fleming          | Regno Unito | 24    |
| Argento | Maurice Matthews      | Regno Unito | 24    |
| Bronzo  | William Marsden       | Regno Unito | 24    |
| 4       | Edward Newitt         | Regno Unito | 24    |
| 5       | Philip Plater         | Regno Unito | 22    |
| 6       | William Pimm          | Regno Unito | 21    |
| 7       | William Milne         | Regno Unito | 21    |
| 8       | Otto von Rosen        | Svezia      | 18    |
| 9       | William Styles        | Regno Unito | 17    |
| 10      | Arthur Wilde          | Regno Unito | 13    |
| 10      | Walter Winans         | Stati Uniti | 13    |
| 10      | Léon Johnson          | Francia     | 13    |
| 13      | James Milne           | Regno Unito | 12    |
| 14      | André Mercier         | Francia     | 10    |
| 15      | Léon Tétart           | Francia     | 9     |
| 15      | Eric Carlberg         | Svezia      | 9     |
| 15      | Vilhelm Carlberg      | Svezia      | 9     |
| 15      | Hübner von Holst      | Svezia      | 9     |
| 19      | Harold Hawkins        | Regno Unito | 3     |
| 19      | Edward Amoore         | Regno Unito | 3     |
| _       | William Hill          | Australasia | DNF   |
| _       | Frans-Albert Schartau | Svezia      | DNF   |